# Enzesfeld-Lindabrunn
Enzesfeld-Lindabrunn  är en ort och kommun i Österrike. Den ligger i distriktet Baden i förbundslandet Niederösterreich, 35 km söder om huvudstaden Wien. 